# 斯塔尼斯拉娃·科马罗娃
斯塔尼斯拉娃·斯塔尼斯拉夫娜·科马罗娃（俄语：Станислава Станиславовна Комарова，羅馬化：Stanislava Stanislavovna Komarova，1986年6月12日—），俄罗斯仰泳运动员，现已退役。她在2004年雅典奥运会上获得200米仰泳银牌，是当时为数不多不佩戴泳镜参赛的现代游泳运动员之一。

## 职业生涯
科马罗娃出生于莫斯科，从小展现出优异的游泳天赋。2004年，她代表俄罗斯参加雅典奥运会并在200米仰泳比赛中获得银牌。
2006年，她与长期教练阿列克谢·克拉西科夫分手后，移居瑞士泰內羅-孔特拉，并在一段时间内接受了根纳季·图雷茨基（Guennadi Touretski）的指导。然而，由于与俄罗斯游泳联合会的冲突，她于2008年宣布退役，当时年仅22岁。

## 退役后生活
退役后，科马罗娃在俄罗斯NTV电视台担任体育评论员，并于2012年至2015年主持节目《足球高级定制》。 自2014年起，她在莫斯科创办并运营“斯塔尼斯拉娃·科马罗娃游泳团队”（SKSG），培养了众多游泳运动员。

## 荣誉与奖项
- 2005年获颁祖国功勋奖章。
- 被授予“俄罗斯功勋体育大师”称号。

## 个人生活
2009年，科马罗娃与阿列克谢·奥斯塔片科排球运动员结婚 ，但于2011年离婚。她的第二任丈夫是安德烈，苏联网球运动员和电视评论员安娜·德米特里耶娃的孙子。